# Trimbach (Solothurn)
Trimbach és un municipi del cantó de Solothurn (Suïssa), situat al districte de Gösgen.